# UShip
uShip, Inc. is een internetbedrijf dat uShip.com beheert, een wereldomvattende online marktplaats voor transportdiensten. Consumenten en bedrijven plaatsen een opdracht waarop transporteurs kunnen bieden. Transportopdrachten variëren van pallets, voertuigen, boten, huishoudelijke goederen en dieren tot zwaar industrieel materieel.
Door middel van dit inkoopveilingsysteem probeert uShip de transportkosten te drukken en tegelijkertijd de hoeveelheid onbenutte vrachtruimte voor transportbedrijven te verlagen. uShip maakt gebruik van een beoordelingssysteem voor zowel de transporteurs als de opdrachtgevers, vergelijkbaar met dat van eBay.

## Geschiedenis
CEO en oprichter Matthew Chasen kwam in 2001 op het idee om uShip op te richten toen zijn moeder problemen had met het vinden van een transporteur voor het vervoer van een antieke ladekast. Toen hij later dat jaar zelf met een halflege vrachtwagen aan het verhuizen was, realiseerde hij zich dat hij anderen zou kunnen helpen door zijn onbenutte laadruimte ter beschikking te stellen.
Toen hij in Austin aan de Universiteit van Texas studeerde, deed Chasen met zijn idee mee aan verschillende wedstrijden voor ondernemingsplannen. Hij won de wedstrijd aan de Universiteit van Noord-Texas en werd tweede in de Venture Labs Investment Competition in 2004. Niet lang daarna werd uShip.com gelanceerd, waarna het in 2005 een financiering kreeg van de risicokapitaalverstrekker Benchmark Capital.

## Partners
uShip ging in 2009 een partnerschap aan met Ritchie Bros. Auctioneers, 's werelds grootste veilinghuis voor zwaar materieel.
Door een partnerschap met TerraPass kan uShip de maandelijkse CO2-uitstoot berekenen van transporteurs die meedoen aan dit programma. Op basis van die gegevens kunnen de ondernemingen vervolgens de uitstoot compenseren door te investeren in klimaatvriendelijke projecten.
Het bedrijf is in 2012 ook te zien in het reality-tv-programma Shipping Wars, dat wekelijks wordt uitgezonden door het Amerikaanse tv-station A&E Network. Vrachtwagentransporteurs krijgen hierin de kans te bieden op opdrachten voor het vervoer van ongewone ladingen.